# Galloper

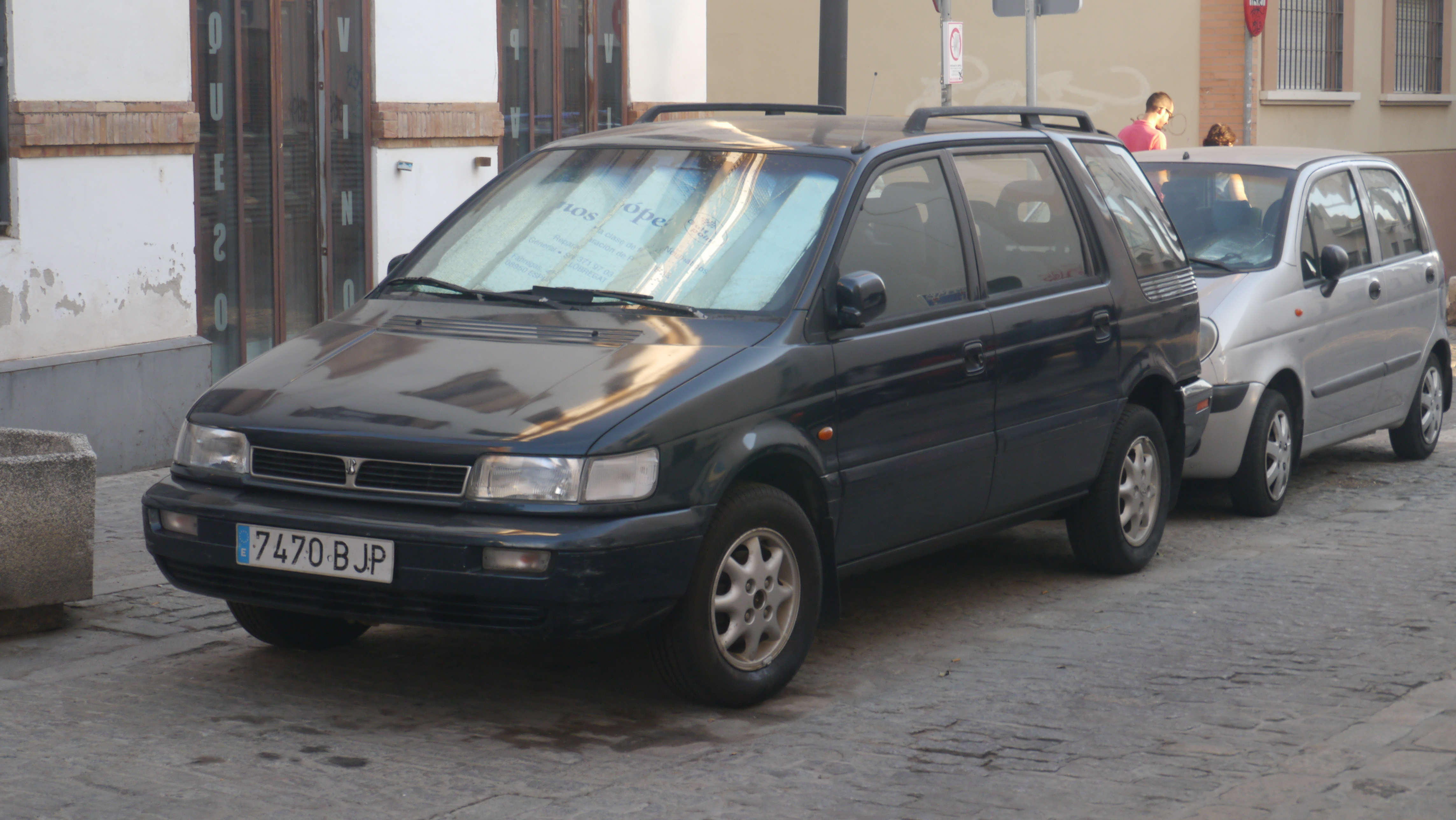
Galloper Santamo

Galloper – dawny południowokoreański producent samochodów terenowych, sportowych i minivanów z siedzibą w Seulu działający w latach 1991–2003. Należał do południowokoreańskiego koncernu Hyundai Motor Group. 

## Historia
Południowokoreański koncern Hyundai Motor Group wprowadził w 1991 na eksportowe rynki markę Galloper, pod którą oferowano model Hyundai Galloper m.in. na Bliskim Wschodzie i w krajach Ameryki Południowej i Europy. Terenowy pojazd nosił tam nazwę Galloper Exceed.
W 1995 roku oferta Gallopera została wzbogacona o minivana Galloper Santamo, znanego m.in. w Europie jako Hyundai Santamo. Między 1996 a 1999 rokiem pod marką Galloper oferowano także niewielki samochód sportowy Kia Elan na rynkach Bliskiego Wschodu. Marka Galloper zniknęła z rynku w 2003 roku, wraz z wycofaniem z rynku macierzystego Hyundaia Gallopera.

## Modele samochodów

### Historyczne
- Elan (1996–1999)
- Santamo (1995–2002)
- Exceed (1991–2003)
- Innovation (1998–2003)